# UFC 222
UFC 222: Cyborg vs. Kunitskaya foi um evento de artes marciais mistas (MMA) produzido pelo Ultimate Fighting Championship, realizado no dia 3 de março de 2018, na T-Mobile Arena, em Paradise, Nevada, parte da Área Metropolitana de Las Vegas.

## Background
Em 7 de fevereiro, foi relatado que uma luta pelo Cinturão Peso-Pena-Feminino do UFC, entre a atual campeã, Cris Cyborg (que também é ex-Campeã Peso Pena Feminino do Strikeforce e ex-Campeã Peso Pena do Invicta FC), e a ex-Campeã Peso Galo do Invicta FC, Yana Kunitskaya, agora estava programada para ser a principal do evento. Também foi anunciado que Frankie Edgar estaria no card, enfrentando Brian Ortega, na luta co-principal.

## Card Oficial
Nota 1 Pelo Cinturão Peso-Pena-Feminino do UFC. 

## Bônus da Noite
Os lutadores receberam $50.000 de bônus
- Luta da Noite:  Sean O’Malley vs.  Andre Soukhamthath
- Performance da Noite:  Brian Ortega e  Alexander Hernandez